# Lista de parques estaduais do Alasca

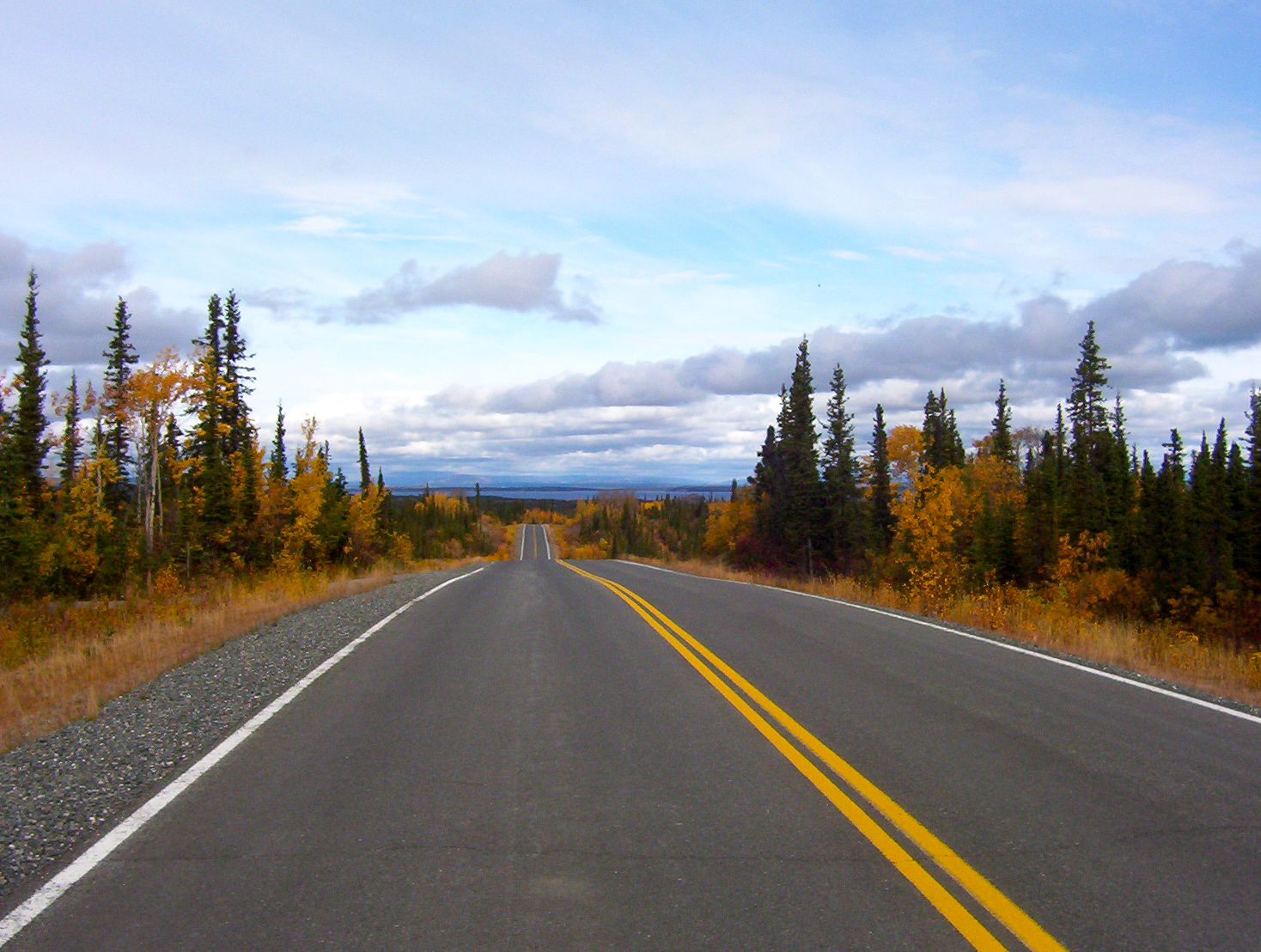
Parque estadual Lake Louise

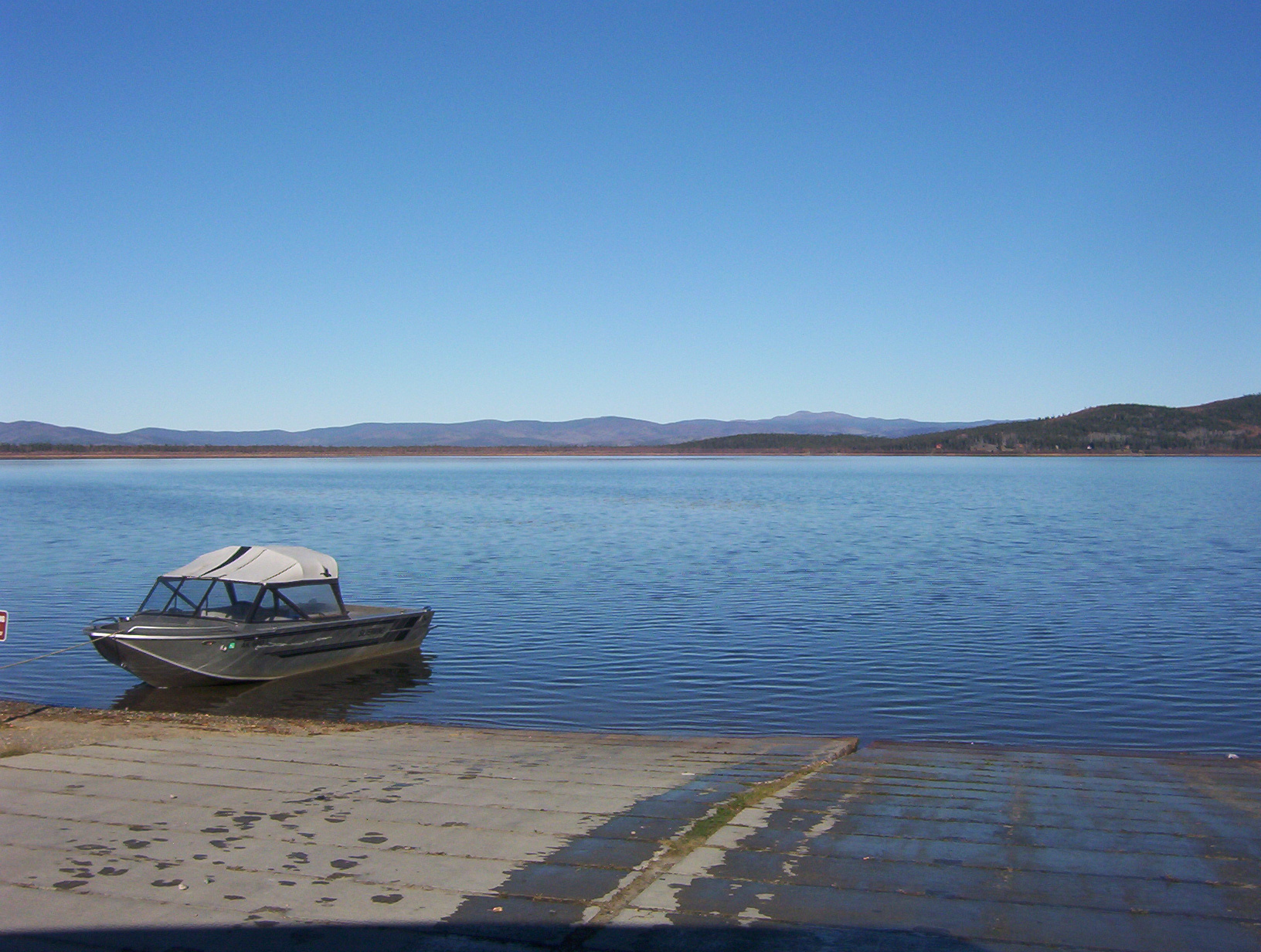
Parque estadual Quartz Lake

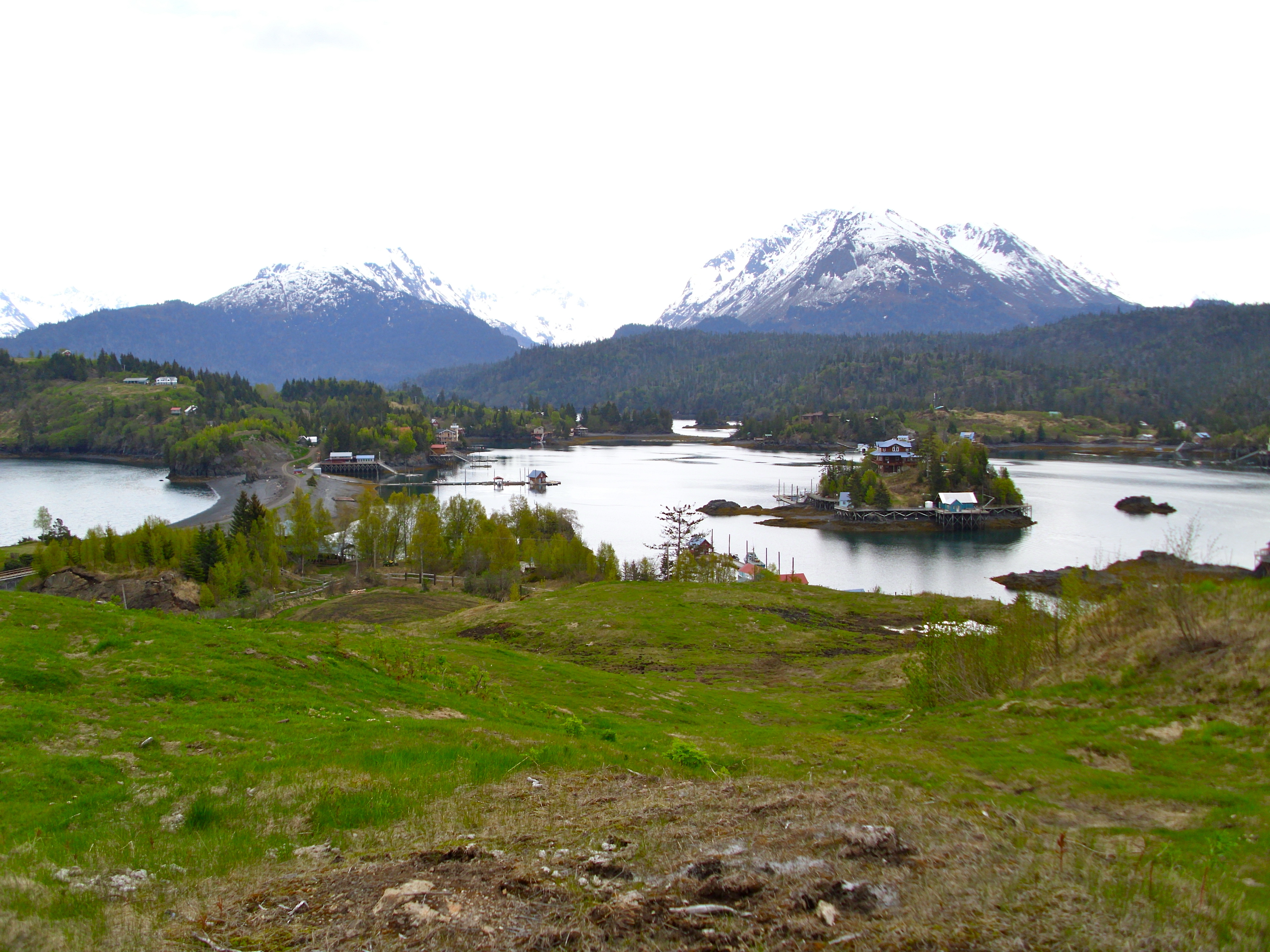
Parque estadual Kachemak Bay State Park

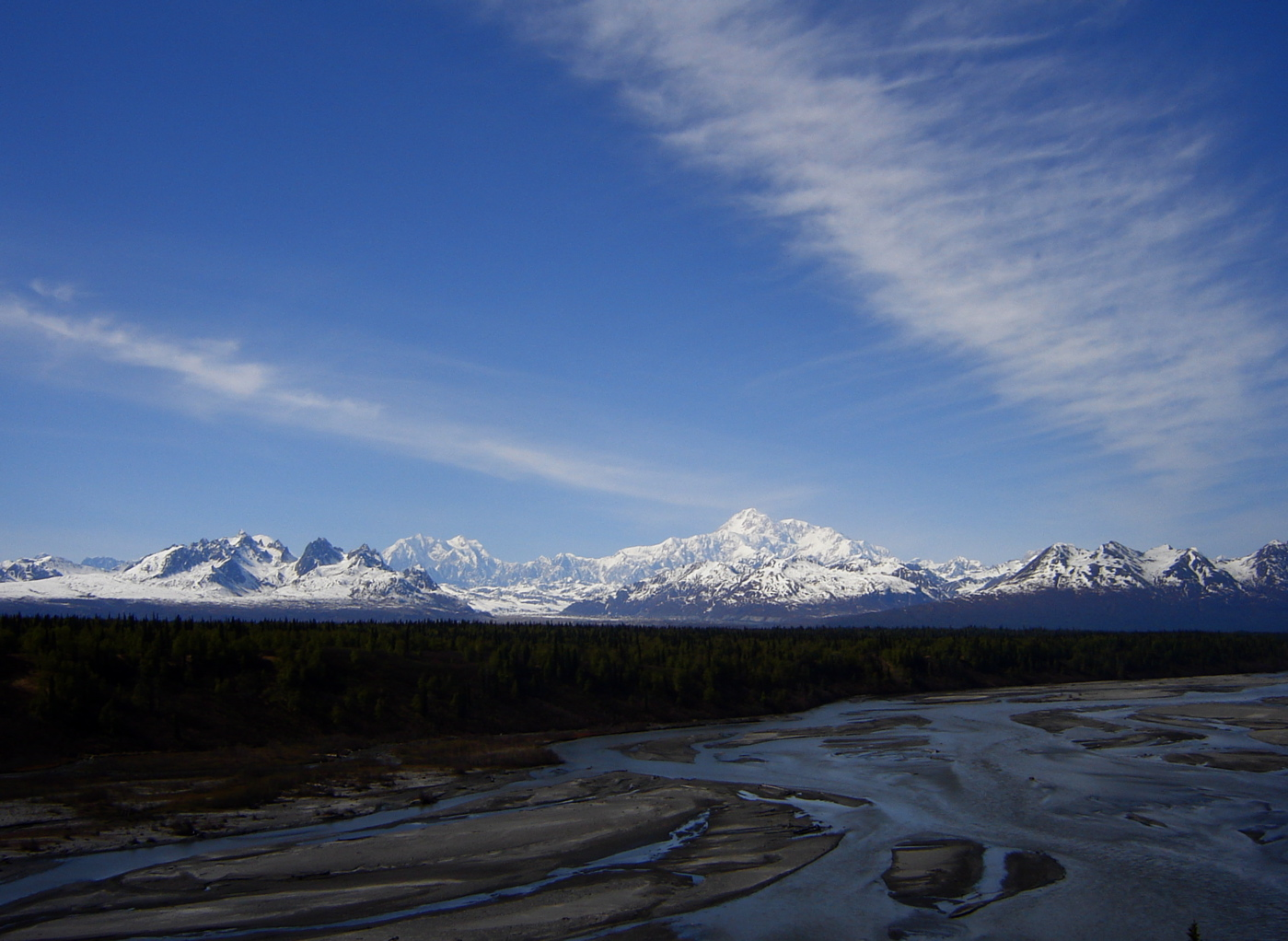
Parque estadual Denali State Park

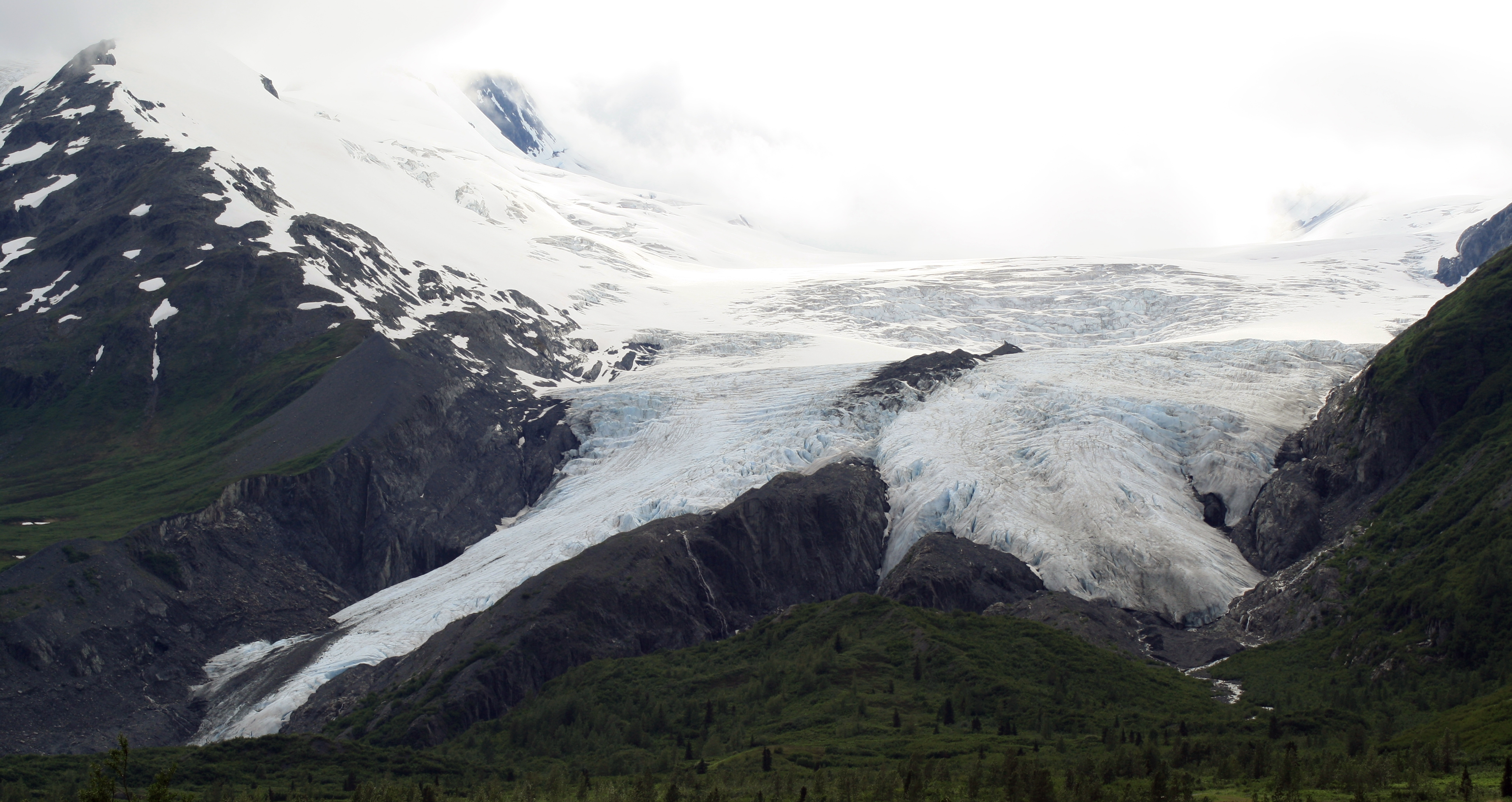
Parque estadual Worthington Glacier

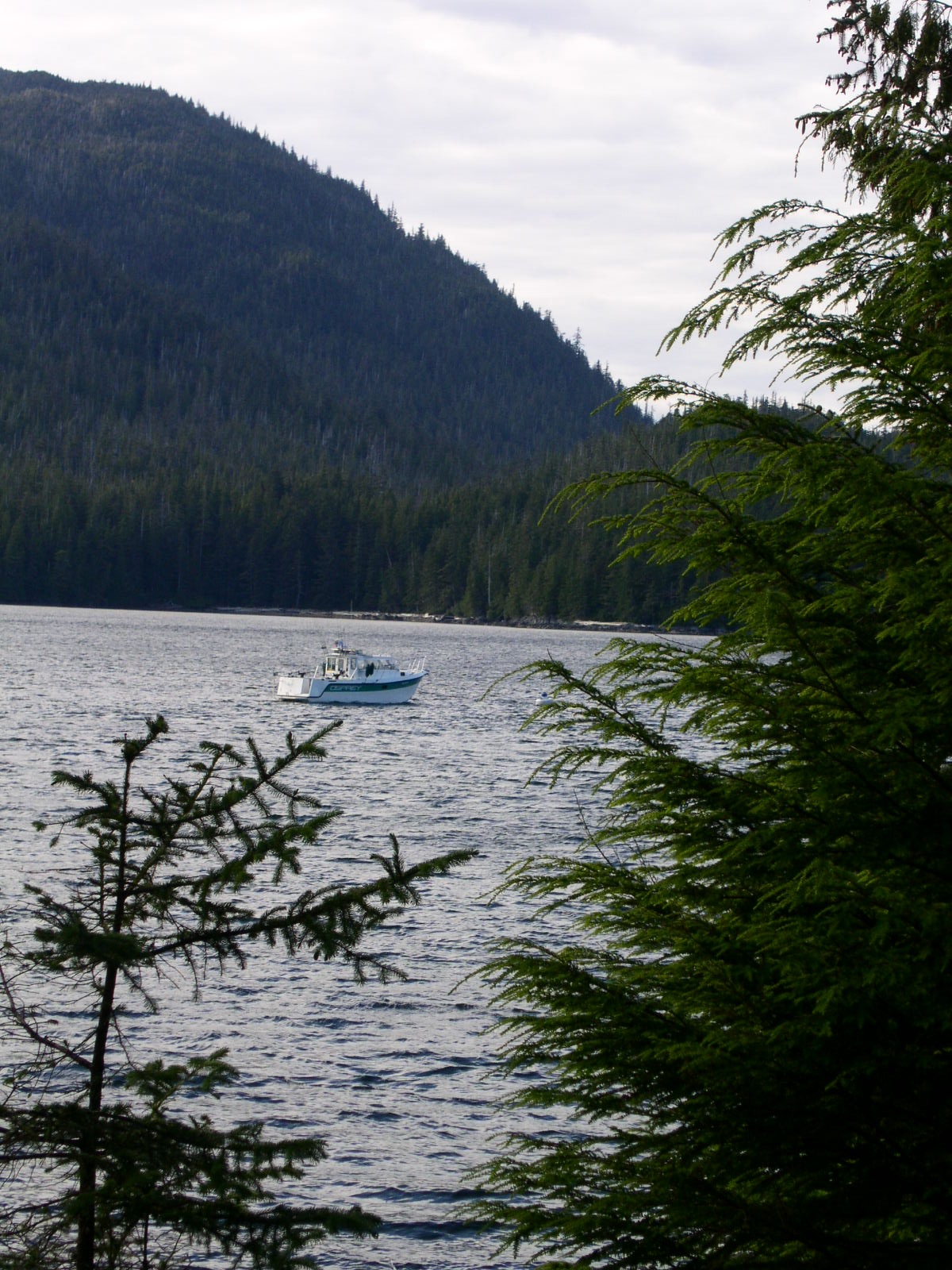
Parque estadual Grindall Island

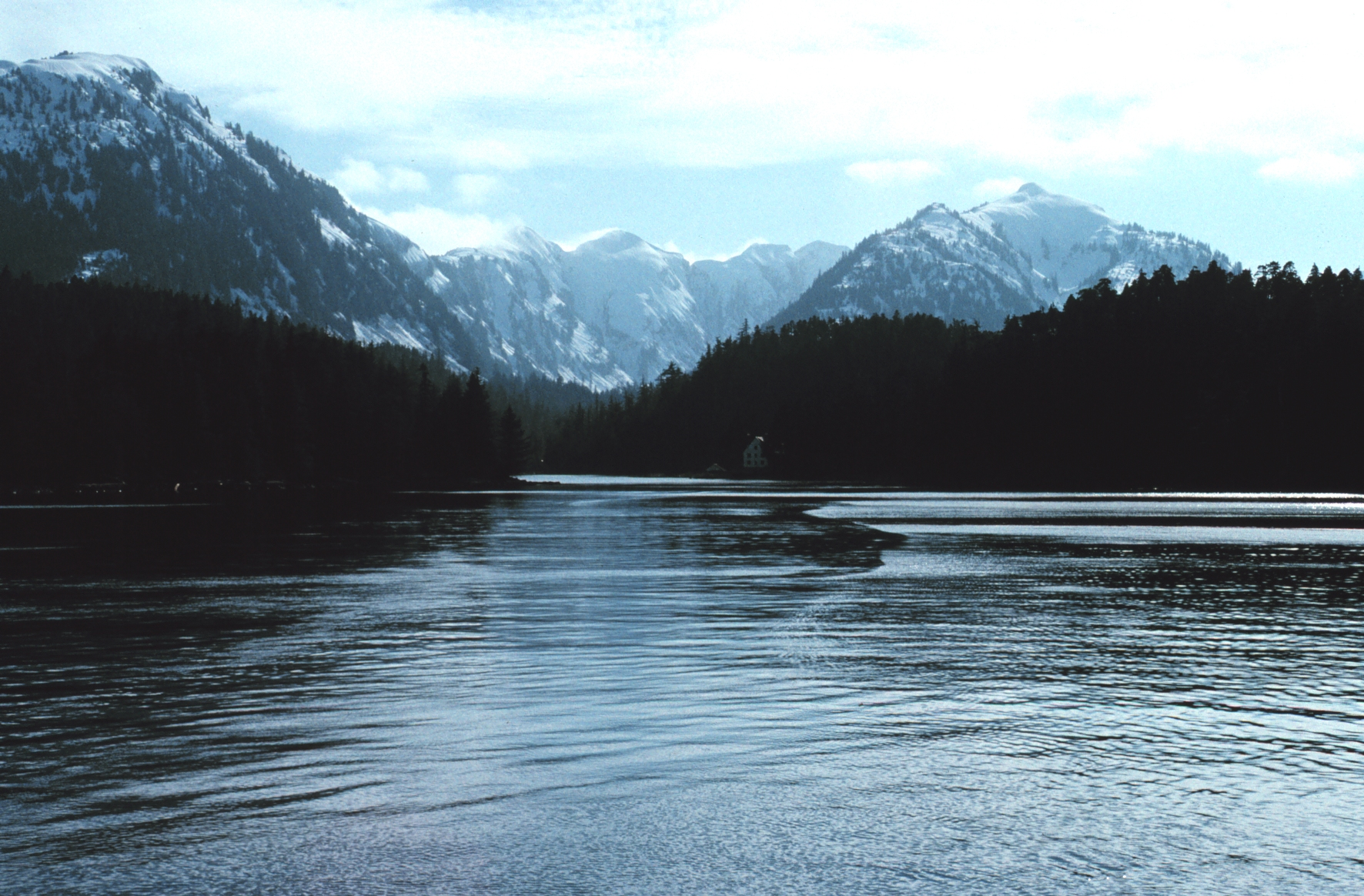
Parque estadual Little Port Walter

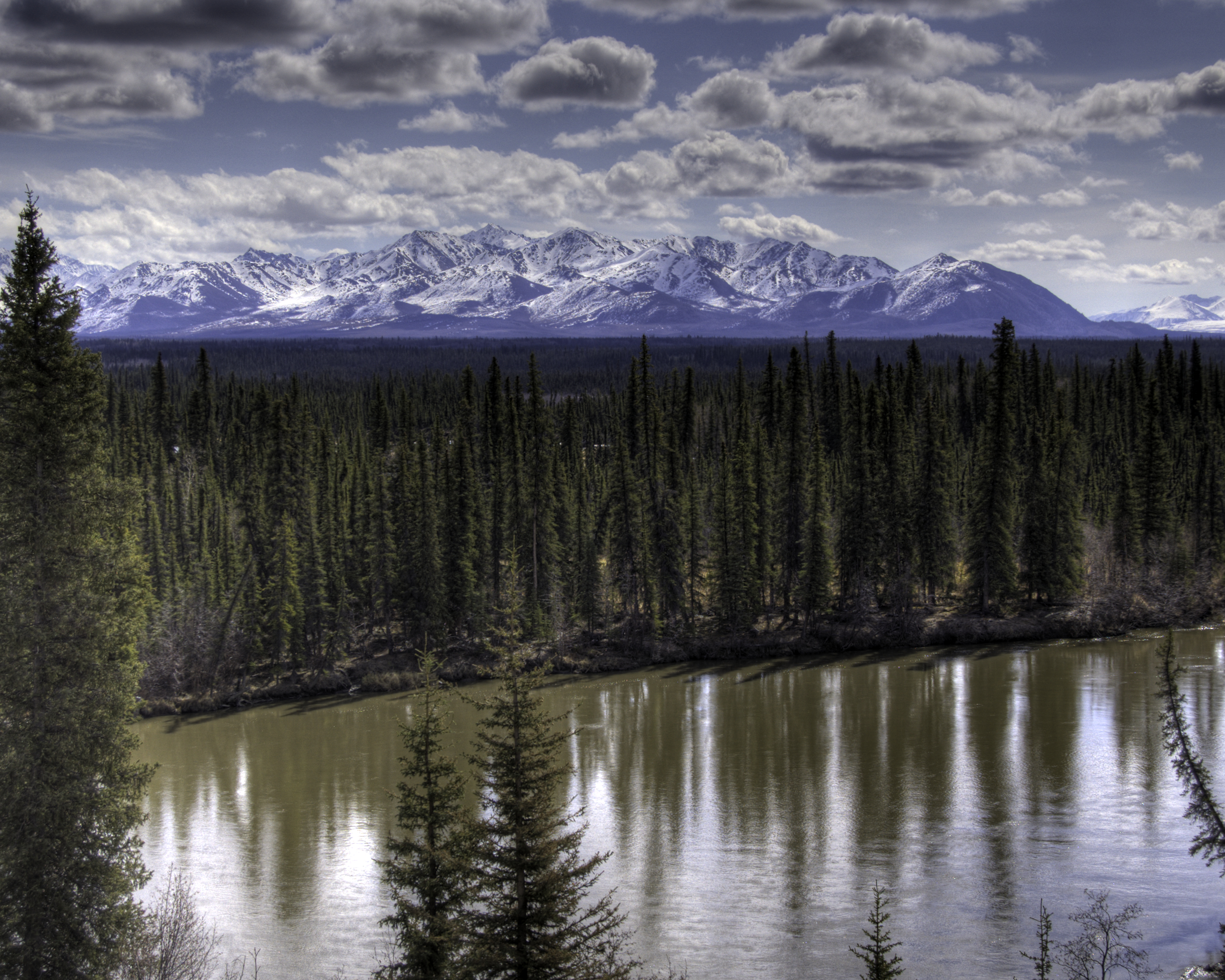
Floresta localizada no Alasca

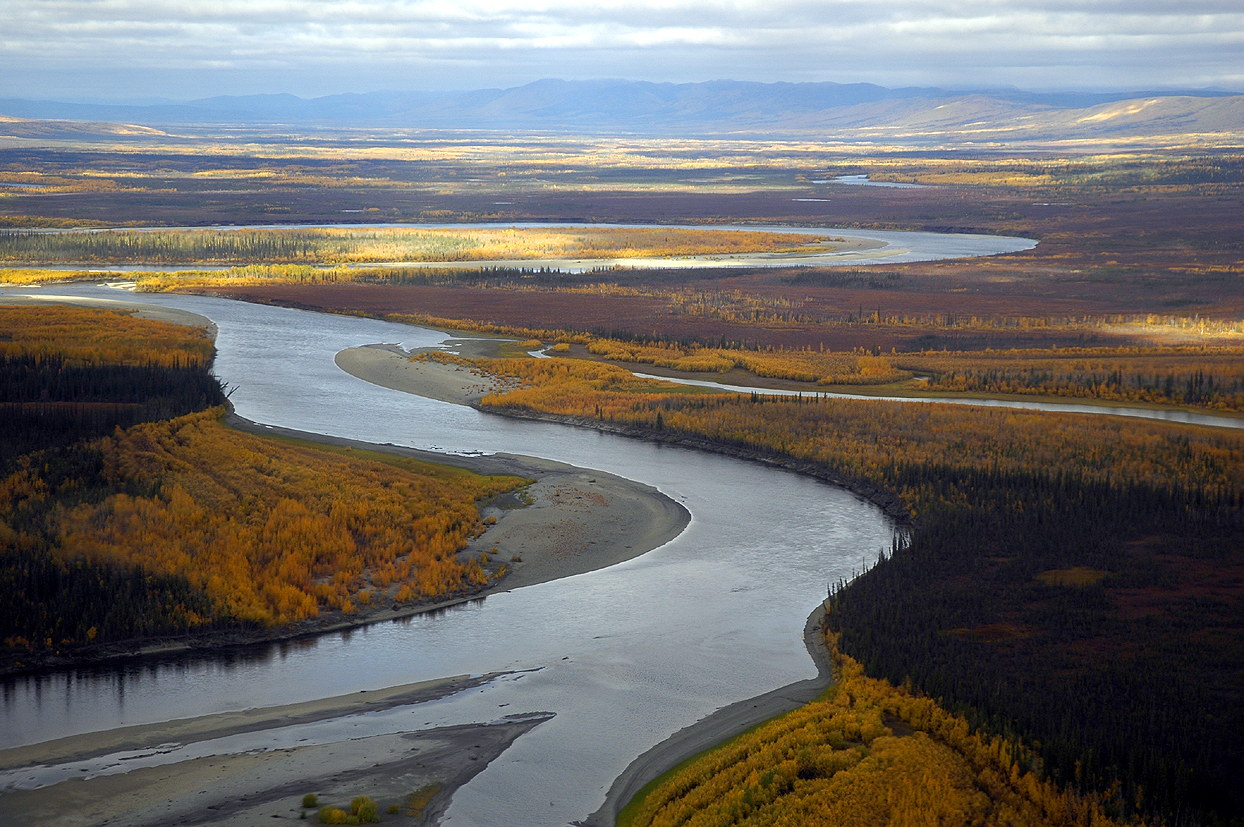
Rio Koyukuk

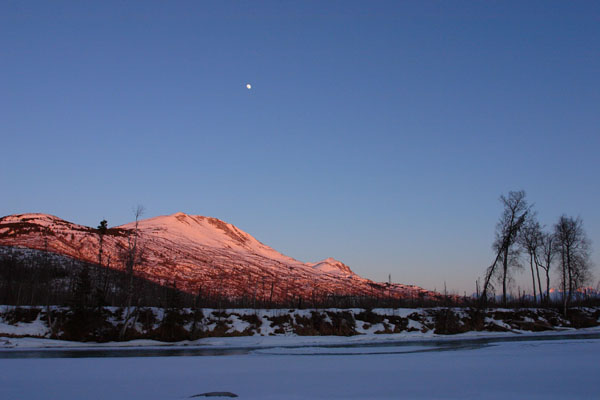
Península de Kenai

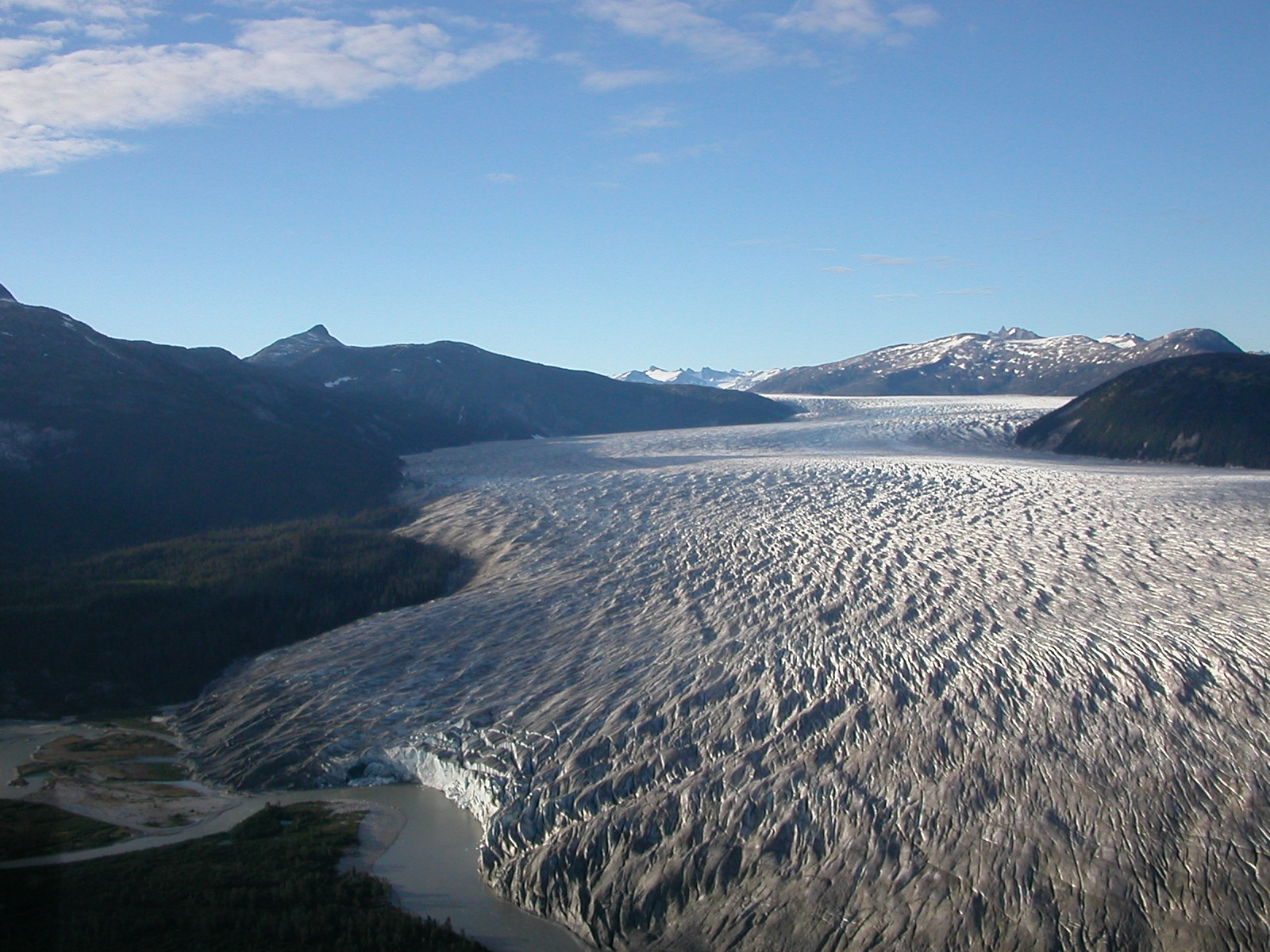
Taku Glacier

Essa é uma lista dos parques estaduais do Alasca, Estados Unidos.
- Parque Estadual de Chugach
- Área de Recreação Estadual de Dry Creek
- Lake Louise
- Área de Recreação Estadual de Liberty Falls
- Área de Recreação Estadual de Porcupine Creek
- Área de Recreação Estadual de Squirrel Creek
- Área de Recreação Estadual de Birch Lake
- Área de Recreação Estadual de Chena River
- Área de Recreação Estadual de Chena River
- Área de Recreação Estadual de Harding Lake
- Área de Recreação Estadual de Lower Chatanika River
- Área de Recreação Estadual de Salcha River
- Área de Recreação Estadual de Upper Chatanika River
- Parque Histórico Estadual de Big Delta
- Área de Recreação Estadual de Clearwater
- Área de Recreação Estadual de Delta
- Área de Recreação Estadual de Donnelly Creek
- Área de Recreação Estadual de Fielding Lake
- Área de Recreação Estadual de Quartz Lake
- Área de Recreação Estadual de Eagle Trail
- Área de Recreação Estadual de Moon River
- Área de Recreação Estadual de Tok River
- Área de Recreação Estadual de Anchor River
- Área de Recreação Estadual de Deep Creek
- Área de Recreação Estadual de Stariski
- Parque Estadual de Kachemak Bay
- Kachemak Bay State Wilderness Park
- Ninilchik State Recreation Area
- Captain Cook State Recreation Area
- Clam Gulch State Recreation Area
- Crooked Creek State Recreation Site
- Johnson Lake State Recreation Area
- Kasilof River State Recreation Site
- Kenai River Special Management Area
- Scout Lake State Recreation Site
- Caines Head State Recreation Area
- Driftwood Bay State Marine Park
- Lowell Point State Recreation Site
- Safety Cove State Marine Park
- Sandspit Point State Marine Park
- Sunny Cove State Marine Park
- Thumb Cove State Marine Park
- Afognak Island State Park
- Buskin River State Recreation Site
- Fort Abercrombie State Historical Park
- Pasagshak River State Recreation Site
- Shuyak Island State Park
- Woody Island State Recreation Site
- Big Lake North State Recreation Area
- Big Lake South State Recreation Site
- Blair Lake State Recreation Site
- Denali State Park
- Nancy Lake State Recreation Area
- Nancy Lake State Recreation Site
- Finger Lake State Recreation Area
- Hatcher Pass East Special Management Area
- Independence Mine State Historical Park
- Kepler-Bradley Lakes State Recreation Area
- King Mountain State Recreation Site
- Matanuska Glacier State Recreation Site
- Montana Creek State Recreation Site
- Rocky Lake State Recreation Site
- Summit Lake State Recreation Site
- Tokositna River State Recreation Site
- Willow Creek State Recreation Area
- Bettles Bay State Marine Park
- Blueberry Lake State Recreation Site
- Boswell Bay State Marine Park
- Canoe Passage State Marine Park
- Decision Point State Marine Park
- Entry Cove State Marine Park
- Granite Bay State Marine Park
- Horseshoe Bay State Marine Park
- Jack Bay State Marine Park
- Kayak Island State Marine Park
- Sawmill Bay State Marine Park
- Shoup Bay State Marine Park
- Shoup Glacier State Marine Park
- South Esther Island State Marine Park
- Surprise Cove State Marine Park
- Surprise Ridge State Marine Park
- Worthington Glacier State Recreation Site
- Zeigler Cove State Marine Park
- Alaska Chilkat Bald Eagle Preserve
- Chilkat Islands State Marine Park
- Chilkat State Park
- Chilkoot Lake State Recreation Site
- Mosquito Lake State Recreation Site
- Portage Cove State Recreation Site
- Sullivan Island State Marine Park
- Eagle Beach State Recreation Area
- Ernest Gruening State Historical Park
- Funter Bay State Marine Park
- Juneau Trail System
- Oliver Inlet State Marine Park
- Point Bridget State Park
- Shelter Island State Marine Park
- St. James Bay State Marine Park
- Taku Harbor State Marine Park
- Wickersham State Historic Site
- Black Sands Beach State Marine Park
- Dall Bay State Marine Park
- Grindall Island State Marine Park
- Refuge Cove State Recreation Site
- Settlers Cove State Recreation Site
- Totem Bight State Historical Park
- Baranof Castle Hill State Historic Site
- Big Bear/Baby Bear State Marine Park
- Halibut Point State Recreation Site
- Magoun Islands State Marine Park
- Old Sitka State Historical Park
- Sealion Cove State Marine Park
- Security Bay State Marine Park
- Beecher Pass State Marine Park
- Joe Mace Island State Marine Park
- Petroglyph Beach State Historic Site
- Thom's Place State Marine Park
- Lake Aleknagik State Recreation Site
- Wood-Tikchik State Park